# Joseph Thomas Konnath
Joseph Thomas Konnath (ur. 13 maja 1952 w Vadasserika) – indyjski duchowny syromalankarski, od 2010 biskup Battery.

## Życiorys
Święcenia kapłańskie przyjął 22 grudnia 1978 i został inkardynowany do archieparchii Trivandrum. Był m.in. rektorem niższego seminarium, wykładowcą na innych uczelniach w Trivandrum, a także proboszczem archikatedry.
5 stycznia 2005 został mianowany biskupem pomocniczym Trivandrum ze stolicą tytularną Sicilibba, a także wizytatorem apostolskim dla wiernych mieszkających w Europie i Ameryce Północnej. Chirotonii biskupiej udzielił mu 19 lutego 2005 ówczesny metropolita Trivandrum i nowo mianowany arcybiskup większy, Cyril Baselios Malancharuvil.
25 stycznia 2010 otrzymał nominację na eparchę Battery, zaś 13 kwietnia 2010 odbyła się jego intronizacja.